# Чистоводне
Чистово́дне — село Старокозацької сільської громади Білгород-Дністровського району Одеської області в Україні. Населення становить 728 осіб.

## Історія
На території сучасного селища існувало татарське поселення Сую-Дук (Чисті Води). На території селища знайдені ногайські поховання. Масове заселення українцями, молдованами, росіянами почалося, після 1812 року, коли Бессарабія увійшла до складу Російської імперії. 1823 року на березі річки Хаджидер було засновано чотирьохкласну школу. Вчителем був ентузіаст Чиж Тимофій. Класи були розміщені в його хаті. Сприяв і допомагав школі місцевий поміщик, депутат IV Державної Думи Пуришкевич Володимир Митрофанович. Школа проіснувала до 1917 року, коли Пуришкевич виїхав із сім'ею до Кишинева, а потім до Москви.
У січні 1918 року румунські війська окупували територію Бессарабії. Протягом 1920—1930 років румунський уряд проводив політику румунізації українського населення Бессарабії. Чотирирічна школа містилася в хаті Пономаренка Олексія. Сам господар із сім'єю проживав у хатині, що стояла поряд. Діти 1-2 — х класів навчалися в нижній кімнаті будинку, а учні 3-4 класів у вищій кімнаті. Вчителя були румунами. Директором школи був лейтенант Капацина Іон, навчав 3-4 класи, учні називали його «домну», тобто директор  А дружина його Капуцина Марія проводила заняття в 1-му й 2-му класах. Учні сиділи за чотирьохмісними партами, в класах було по 35-40 учнів. Була лише дошка і крейда. У школі панувала жорстка дисципліна, за пропуски уроків батьків штрафували. На дошці з лівого боку висів канчук (плетений з шкіряних ременів у восьмеро батіг), ним карали учнів за провини. Румунська школа проіснувала до квітня 1944 року.
1941 року німецько-румунська окупаційна влада відкрила в недобудованому приміщенні нової школи бійню, де забивали скотину.
У серпні 1944 року радянська влада відкрила школу в хатині Пономаренка Олексія, що знаходилась на вул. Садовій.

## Населення
Згідно з переписом 1989 року населення села становило 711 осіб, з яких 334 чоловіки та 377 жінок.
За переписом населення 2001 року в селі мешкало 728 осіб.

### Мова
Розподіл населення за рідною мовою за даними перепису 2001 року:
| Мова       | Відсоток |
| ---------- | -------- |
| українська | 95,6 %   |
| молдовська | 3,3 %    |
| російська  | 0,82 %   |
| болгарська | 0,14 %   |
| вірменська | 0,14 %   |